# Památné jerlíny japonské na Wernerově nábřeží v Pardubicích
Na Wernerově nábřeží za kostelem Sv. Bartoloměje v Pardubicích roste skupina tří památných jerlínů japonských (Sophora japonica). Do roku 2020, kdy se jeden z nich vyvrátil, zde stály čtyři. Stromy mají obvody kmenů od 170 cm do 220 cm, jejich výška je 14 m.
Tyto památné jerlíny japonské jsou chráněny jako památné stromy od roku 1994 pro svoji dendrologickou hodnotu a vzácnost.